# Buren Sherman
Buren Robinson Sherman (* 28. Mai 1836 in Phelps, Ontario County, New York; † 4. November 1904) war ein US-amerikanischer Politiker (Republikanischen Partei) und von 1882 bis 1886 der 12. Gouverneur des Bundesstaates Iowa. 

## Frühe Jahre
Buren Sherman besuchte die örtlichen Schulen seiner Heimat im Staat New York. Danach begann er eine Lehre im Juwelierhandwerk. Er hat aber nicht in diesem Beruf gearbeitet, stattdessen entschied er sich nach einem im Jahr 1855 erfolgten Umzug nach Iowa für ein Jurastudium. Nach seinem Examen und seiner 1859 erfolgten Zulassung als Rechtsanwalt begann er in der Stadt Vinton in seinem neuen Beruf zu arbeiten. Während des Bürgerkrieges diente er im Heer der Union, bis er 1863 wegen einer Verwundung den Militärdienst aufgeben musste.
1865 wurde Sherman Bezirksrichter im Benton County. Dieses Amt behielt er bis 1866. Danach war er vier Jahre lang Protokollführer an dem Gericht. Zwischen 1874 und 1881 war er State Auditor von Iowa.

## Gouverneur von Iowa
Im Jahr 1881 wurde Sherman zum neuen Gouverneur seines Staates gewählt. Er trat sein neues Amt am 12. Januar 1882 an. Nach einer Wiederwahl im Jahr 1883 konnte er bis zum 14. Januar 1886 im Amt bleiben. In dieser Zeit wurden in Iowa einige neue Verwaltungsabteilungen geschaffen, darunter das Veterinäramt und das Arbeitsamt. Ein Prohibitionsgesetz wurde erlassen und eine Steuerreform durchgeführt.
Nach Ablauf seiner Gouverneurszeit zog sich Sherman aus der Politik zurück und widmete sich seinen privaten Interessen. Er war dann noch in einer Freimaurerloge aktiv. Buren Sherman starb im November 1904. Er wurde in Vinton beigesetzt. Gouverneur Sherman hatte mit seiner Frau Lenda Kendall zwei Kinder.